# Varaz Bakur I
Varaz Bakur I o Aspacures II —ვარაზ-ბაკურ I en georgià — fou un rei d'Ibèria de la dinastia Cosròida que va regnar des de vers el 364 al 370.
Segons Cyril Toumanoff el nom georgià Varaz Bakur correspon a la transcripció « Aspacures » de l'historiador romà Ammià Marcel·lí. Correspondria al príncep Bakar o Bakur, fill segon de Mirian III d'Ibèria, que hauria regnat 22 anys segons la Crònica georgiana; on també es diu que Bakar va estar com a ostatge de l'emperador Constantí I el Gran durant el regnat del seu pare. Ammià Marcel·li diu que els perses envaïren Ibèria, van deposar Saurmag II i van col·locar al tron al seu oncle Aspagur II (Varaz Bakur I de les cròniques georgianes). No està clara la data en què això va passar i pot anar del 363 al 368.
No molt de temps després els romans del coemperador d'Orient Valent van enviar forces militars (12 legions) sota el comandament de Terenci, que van imposar la retirada parcial persa. Derrotat Aspagur II/Varaz Bakur I, va buscar un acord que es va concloure el 370, repartint el país entre una part aliada romana governada per Saurmag II (occident), i una part aliada dels sassànides (orient), governada per Aspagur II (Varaz Bakur I), i després pel seu fill Mirdat o Mitridates III. Sembla que Varaz Bakur hauria mort poc després de signar l'acord i l'hauria succeït el seu fill Mitridates III. Marcel·lí ignorava la mort de Saurmag II i en el seu relat continua parlant d'aquest rei fins al 378, quan en realitat ja governava el seu fill.